# İvrindi
İvrindi ist eine Stadt im gleichnamigen Landkreis der türkischen Provinz Balıkesir und gleichzeitig ein Stadtbezirk der 2012 geschaffenen Büyükşehir belediyesi Balıkesir (Großstadtgemeinde/Metropolprovinz). Die Stadt liegt etwa 35 Kilometer westlich des Zentrums von Balıkesir. Seit einer Gebietsreform 2012 ist die Kreisstadt geographisch identisch mit dem Landkreis. Die im Stadtsiegel abgebildete Jahreszahl 1944 dürfte auf das Jahr der Erhebung zur Gemeinde (Belediye/Belde) hinweisen.
Ende 2012 bestand der Kreis aus der Kreisstadt İvrindi sowie aus den Belediye Büyükyenice (4), Gökçeyazı (5), Kayapa (2) und Korucu (3 Mahalle). Des Weiteren existierten noch 59 Dörfer (Köy) in vier Bucaks: Gökçeyazı (4), Kayapa (8), Korucu (23) und der zentrale (Merkez) Bucak (24 Dörfer). Diese Dörfer und die vier Gemeinden (Belediye) wurden in Mahalles umgewandelt, die vier Mahalles der Kreisstadt blieben unverändert erhalten.
Der Landkreis liegt im Westen der Provinz. Er grenzt im Westen an Havran, im Norden an Balya, im Osten an den zentralen Landkreis und an Savaştepe und im Süden an die Provinz Manisa. Die Kreisstadt liegt an der Straße D 230 von Edremit nach Balıkesir. Im Norden von İvrindi fließt der Manyas Çayı (auch Kocaçay oder Madra Deresi genannt) durch den Landkreis und durchquert etwa fünf Kilometer nördlich den See Yeşilköy Göleti. Im Westen des Landkreises liegen die Ausläufer des Gebirgszuges Kocadağ.